# Iris Johansen
Iris Johansen (* 7. April 1938) ist eine US-amerikanische Schriftstellerin von Krimis, Thrillern und Liebesromanen.

## Leben und Wirken
Iris Johansen arbeitete zunächst bei einer Fluggesellschaft und reiste viel. Als ihre Kinder zu Hause ausgezogen waren, um die Hochschule zu besuchen, begann sie mit dem Schreiben.
Ihre Tochter, Tamara Brooking, hilft ihr bei ihren Recherchen. Ihr Sohn, Roy Johansen, verheiratet mit Ehefrau Lisa, ist Drehbuchautor und ebenfalls Schriftsteller. Er verfasste mit Bill Condon das Drehbuch für den Film Mord 101, der mit dem Edgar Allan Poe Award ausgezeichnet wurde. Mutter und Sohn haben drei Bücher gemeinsam geschrieben.
Iris Johansen schreibt Kriminalromane sowie historische Romane und gehört in Amerika zu den erfolgreichsten Liebesromanautorinnen. Weltweit sind ihre Bücher über 25 Millionen Mal verkauft worden. Seit 2006 ist sie mit mindestens fünfzehn Werken in der Bestsellerliste der New York Times vertreten. Sie wurde unter anderem mit dem Romantic Times Award für ihre Windtänzer-Trilogie ausgezeichnet. Bisher sind von ihr sechs Hörbücher auf Deutsch erschienen. Zum Download werden über zwanzig Stück (meist englischsprachig) angeboten.
Sie ist eine große Hundeliebhaberin und hat vier Golden Retrievers und einen Mischling. Sie ist verheiratet und lebt in der Nähe von Atlanta, Georgia.

## Werke
- Abgründe des Herzens – 1995 (The Magnificent Rogue – 1993)
- Der Kuss des Tigers – 1994 (The Tiger Prince – 1993)
- Stachel der Begierde – 1995 (The beloved Scoundrel – 1994)
- Mitternachtsträume – 1996 (Midnight Warrior – 1994)
- Nachtflammen – 1997 (Dark Rider – 1995)
- Die Braut des Löwen – 1997 (Lion´s Bride – 1996)
- Das Schweigen der Schwäne – 1998 (The Ugly Duckling – 1996)
- Hinter gläsernen Wänden – 1998 (Long After Midnight – 1997)
- Und dann der Tod – 2000 (And then you die – 1998)
- Vertrauen ist tödlich – 2005 (No One to Trust – 2002)
- Der Geruch der Angst – 2005 (Dead Aim – 2003)
- Bodenlose Tiefe – 2006 (Fatal Tide – 2003)
- Die Spur des Feuers – 2006 (Firestorm – 2004)
- Gnadenlose Jagd – 2008 (On the run – 2005)
- Tödliche Träume – 2010 (Killer dreams – 2008)
- Pandoras Tochter – 2011

### Die Eve-Duncan-Reihe
Grundlage dieser Reihe ist ein Serienmörder namens Fraser. Er tötete 10 Jahre vor Beginn des ersten Bandes 12 Kinder. Anscheinend gehörte zu seinen Opfern auch Eves  kleine Tochter Bonnie, doch ihre Leiche wurde nie gefunden.
Eve Duncan rekonstruiert für die Gerichtsmedizin anhand von Knochenresten Gesichter. Durch ihre Arbeit will sie vor allem toten Kindern wieder ein Zuhause geben...
1. Das verlorene Gesicht – 2001 (The Face of Deception – 1998)
2. Im Profil des Todes – 2002 (The Killing Game – 1999)
3. Komm, dunkle Nacht – 2002 (The Search – 2000)
4. Knochenfunde – 2003 (Body of Lies – 2002)
5. (Dead Aim – 2003)
6. Der Mädchensammler – 2005 (Blind Alley – 2004)
7. Bei Null bist du tot – 2005 (Countdown – 2005)
8. Netz des Todes – 2007 (Stalemate – 2006)
9. Die Knochenleserin – 2008 (Quicksand – 2008)
10. Blutspiele – 2011 (Blood Game – 2009)
11. (Eight Days to Live – 2010)
12. (Chasing the Night – 2010)
13. (Eve – 2011)
14. (Quinn – 2011)
15. (Bonnie – 2011)
16. (Sleep No More – 2012)
17. (Taking Eve – 2013)
18. (Hunting Eve – 2013)
19. (Silencing Eve – 2013)
20. (Shadow Play – 2015)
21. (Hide Away – 2016)
22. (Night and Day – 2016)
23. (Mind Game – 2017)
24. (Shattered Mirror – 2018)

### Die Windtänzer-Trilogie
1. Tänzer im Wind – 1992 (The Wind Dancer – 1991)
2. Die Windbraut – 1992 (Storm Winds – 1991)
3. Was der Wind erzählt – 1993 (Reap the Wind – 1991)
4. Das Auge des Tänzers – 2002 (Final Target – 2001)

### Die Delaneys
1. York – der Unbesiegbare – 1994 (York, the Renegade – 1986)
2. Matilda – die Abenteurerin – 1994 (Mathilda, the Adventuress – 1987)
3. Silver – das Halbblut – 1993 (Wild Silver – 1988)
4. Russische Nächte – 1993 (Satin Ice – 1988)
5. Brennendes Verlangen – 1993 (This Fierce Splendor – 1989)

### Amerikanische Reihe Loveswept
1. Der Zwanzigtausend Dollar Tanz – 1990 (Wrickend Jake Darcy – 1989)
2. Zärtlicher Rebell – 1991 (Tender Savage – 1990)
3. Ein Fall von Zärtlichkeit – 1992 (An Unexpected Song – 1990)
4. Der Kuss der Winterbraut – 1993 (Winter Bride – 1992)

### Clanad – Serie
1. Schließ die Augen und sag ja – 1984 (The Lady and the Unicorn – 1984)
2. Mit allen Konsequenzen – 1987 (Across the River of Yesterday – 1986)
3. Ungezähmt – 1992 (Star Light, Star Bright – 1987)
4. Zu wild für die Liebe – 1993 (A Tough Man to Tame – 1991)

### Donovan Enterprises Serie
1. Der Liebespakt – 1985 (Storm Vows – 1983)
2. Eine Frau wie ein Vulkan – 1984 (tempest at Sea – 1983)

### Sedikhan-Serie
1. Es ist so süß zu lieben – 1984 (The Golden Valkyrie – 1984)
2. Rothaarig, sexy und widerspenstig – 1985 (The Trustworthy Redhead – 1984)
3. Ich bin ja so verrückt nach dir – 1985 (Capture the Rainbow – 1984)
4. Genau das, was ich will – 1986 (A Summer Smile – 1985)
5. Die Lieblingsfrau – 1987 (And the Desert Blooms – 1985)
6. Ich weiß, was du brauchst – 1987 (Always – 1986)
7. Ein teuflisch prickelndes Gefühl – 1989 (Man from Half Moon Bay – 1988)
8. Tausendundein Versprechen – 1991 (Strong, Hot Wind – 1988)
9. Verführung im Orient – 1992 (Notorious – 1990)
10. Zu wild für die Liebe – 1993 (A Tough Man to Tame – 1991)
11. Goldene Ketten – 1993 (The Golden Barbarian – 1992)

### Dämonen-Serie
1. Ich bin ja so verrückt nach dir – 1985 (Capture the Rainbow – 1984)

### White Satin Serie
1. Bitte sag jetzt nichts – 1985 (White Satin – 1985)
2. Der Liebespakt  (Blue Velvet – 1985)
3. Genau das, was ich will – 1986 (A Summer Smile – 1985)
4. Die Lieblingsfrau – 1987 (And the Desert Blooms – 1985)

### Fortsetzungen
- Zeig mir deine Leidenschaft – 1984 (The Reluctant Lark – 1983)
- Liebesabenteuer in Acapulco – 1984 (The Bronced Hawk – 1983)
- Deine Sehnsucht zu spüren – 1985 (Return to Santa Flores – 1984)
- Mehr als Sex und Leidenschaft... – 1984 (No Red Roses – 1984)
- Zärtlicher Rebell – 1991 (Tender Savage – 1990)